# Hamza Igamane
Hamza Igamane (Temara, 2 novembre 2002) è un calciatore marocchino, attaccante del Rangers e del Marocco U-23, con cui ha vinto la Coppa delle nazioni africane Under-23 2023.

## Caratteristiche tecniche
Di ruolo attaccante, possiede notevole velocità, e per questo motivo è stato paragonato a Kylian Mbappé.

## Carriera

### Club
Nato a Temara, in Marocco, da una famiglia composta da calciatori, si avvicina al calcio sin da piccolo, nelle giovanili del FAR Rabat. Nel 2020 viene promosso alla prima squadra del club marocchino, con cui esordisce in Botola 1 Pro il 6 marzo 2021. Trascorre anche le stagioni 2021-2022 e 2022-2023 con questo club: in quest'ultima, in particolare, vince il campionato.
Il 5 luglio 2024 chiude la sua esperienza nel FAR Rabat con 45 presenze e 13 reti in campionato, prima di venire ufficialmente ingaggiato dal Rangers, in Scottish Premiership, per circa 1,7 milioni di sterline, firmando un contratto quinquennale.

### Nazionale
Igamane viene convocato per la prima volta dal Marocco U-23 a marzo 2023, dall'allenatore Walid Regragui, in vista di una doppia amichevole contro Brasile U-23 e Perù U-23. In queste due amichevoli, però, non ottiene il debutto con la maglia del Marocco. Il 22 marzo 2023 l'allenatore Issame Charaï lo convoca per un amichevole contro la Costa d'Avorio U-23, in preparazione alla Coppa d'Africa Under-23. Durante questa amichevole esordisce ufficialmente con il Marocco U-23, per poi figurare nella lista dei panchinari in un'altra amichevole contro il Togo U-23.
Il 9 giugno 2023 viene ufficialmente convocato dal CT Issame Charaî per la Coppa delle nazioni africane Under-23 2023. Dopo essere rimasto in panchina nelle prime due partite della competizione contro Guinea e Ghana, debuttando nella competizione nell'incontro con la Rep. del Congo U-23. La competizione è stata vinta proprio dal Marocco, battendo in finale l'Egitto U-23 per 2-1.
Nel marzo 2025 riceve la sua prima convocazione dalla nazionale maggiore, con cui ha esordito il 21 del mese stesso nel successo per 2-1 contro il Niger.

## Statistiche

### Presenze e reti nei club
Statistiche aggiornate al 16 agosto 2025.
| Stagione         | Squadra          | Campionato       | Campionato | Campionato | Coppe nazionali | Coppe nazionali | Coppe nazionali | Coppe continentali | Coppe continentali | Coppe continentali | Altre coppe | Altre coppe | Altre coppe | Totale | Totale |
| Stagione         | Squadra          | Comp             | Pres       | Reti       | Comp            | Pres            | Reti            | Comp               | Pres               | Reti               | Comp        | Pres        | Reti        | Pres   | Reti   |
| ---------------- | ---------------- | ---------------- | ---------- | ---------- | --------------- | --------------- | --------------- | ------------------ | ------------------ | ------------------ | ----------- | ----------- | ----------- | ------ | ------ |
| 2020-2021        | FAR Rabat        | B1               | 7          | 0          | CT              | 0               | 0               | -                  | -                  | -                  | -           | -           | -           | 7      | 0      |
| 2021-2022        | FAR Rabat        | B1               | 0          | 0          | CT              | 0               | 0               | -                  | -                  | -                  | -           | -           | -           | 0      | 0      |
| 2022-2023        | FAR Rabat        | B1               | 18         | 6          | CT              | 0               | 0               | CAF                | 10                 | 3                  | -           | -           | -           | 28     | 9      |
| 2023-2024        | FAR Rabat        | B1               | 20         | 7          | CT              | 1               | 0               | CAF CL             | 2                  | 0                  | -           | -           | -           | 23     | 7      |
| Totale FAR Rabat | Totale FAR Rabat | Totale FAR Rabat | 45         | 13         |                 | 1               | 0               |                    | 12                 | 3                  |             | -           | -           | 58     | 16     |
| 2024-2025        | Rangers          | SP               | 33         | 12         | CS+CdL          | 1+2             | 0               | UCL+UEL            | 0+10               | 0+4                | -           | -           | -           | 46     | 16     |
| 2025-2026        | Rangers          | SP               | 0          | 0          | CS+CdL          | 0+1             | 0               | UCL                | 1                  | 0                  | -           | -           | -           | 2      | 0      |
| Totale Rangers   | Totale Rangers   | Totale Rangers   | 33         | 12         |                 | 4               | 0               |                    | 11                 | 4                  |             | -           | -           | 48     | 16     |
| Totale carriera  | Totale carriera  | Totale carriera  | 78         | 25         |                 | 3               | 0               |                    | 23                 | 7                  |             | -           | -           | 106    | 32     |

### Cronologia presenze e reti in nazionale
| Cronologia completa delle presenze e delle reti in nazionale ― Marocco | Cronologia completa delle presenze e delle reti in nazionale ― Marocco | Cronologia completa delle presenze e delle reti in nazionale ― Marocco | Cronologia completa delle presenze e delle reti in nazionale ― Marocco | Cronologia completa delle presenze e delle reti in nazionale ― Marocco | Cronologia completa delle presenze e delle reti in nazionale ― Marocco | Cronologia completa delle presenze e delle reti in nazionale ― Marocco | Cronologia completa delle presenze e delle reti in nazionale ― Marocco |
| Data                                                                   | Città                                                                  | In casa                                                                | Risultato                                                              | Ospiti                                                                 | Competizione                                                           | Reti                                                                   | Note                                                                   |
| ---------------------------------------------------------------------- | ---------------------------------------------------------------------- | ---------------------------------------------------------------------- | ---------------------------------------------------------------------- | ---------------------------------------------------------------------- | ---------------------------------------------------------------------- | ---------------------------------------------------------------------- | ---------------------------------------------------------------------- |
| 21-3-2025                                                              | Oujda                                                                  | Niger                                                                  | 1 – 2                                                                  | Marocco                                                                | Qual. Mondiali 2026                                                    | -                                                                      | 82’                                                                    |
| Totale                                                                 |                                                                        | Presenze                                                               | 1                                                                      |                                                                        | Reti                                                                   | 0                                                                      |                                                                        |

| Cronologia completa delle presenze e delle reti in nazionale ― Marocco under 23 | Cronologia completa delle presenze e delle reti in nazionale ― Marocco under 23 | Cronologia completa delle presenze e delle reti in nazionale ― Marocco under 23 | Cronologia completa delle presenze e delle reti in nazionale ― Marocco under 23 | Cronologia completa delle presenze e delle reti in nazionale ― Marocco under 23 | Cronologia completa delle presenze e delle reti in nazionale ― Marocco under 23 | Cronologia completa delle presenze e delle reti in nazionale ― Marocco under 23 | Cronologia completa delle presenze e delle reti in nazionale ― Marocco under 23 |
| Data                                                                            | Città                                                                           | In casa                                                                         | Risultato                                                                       | Ospiti                                                                          | Competizione                                                                    | Reti                                                                            | Note                                                                            |
| ------------------------------------------------------------------------------- | ------------------------------------------------------------------------------- | ------------------------------------------------------------------------------- | ------------------------------------------------------------------------------- | ------------------------------------------------------------------------------- | ------------------------------------------------------------------------------- | ------------------------------------------------------------------------------- | ------------------------------------------------------------------------------- |
| 24-3-2023                                                                       | Rabat                                                                           | Marocco under 23                                                                | 2 – 0                                                                           | Togo under 23                                                                   | Amichevole                                                                      | -                                                                               | 46’                                                                             |
| 27-3-2023                                                                       | Rabat                                                                           | Marocco under 23                                                                | 3 – 0                                                                           | Uzbekistan under 23                                                             | Amichevole                                                                      | -                                                                               | 63’                                                                             |
| 30-6-2023                                                                       | Rabat                                                                           | Rep. del Congo under 23                                                         | 0 – 1                                                                           | Marocco under 23                                                                | Coppa d'Africa Under-23 2023                                                    | -                                                                               | 46’ - 87’                                                                       |
| 4-7-2023                                                                        | Rabat                                                                           | Marocco under 23                                                                | 2 – 2                                                                           | Mali under 23                                                                   | Coppa d'Africa Under-23 2023                                                    | -                                                                               | 83’                                                                             |
| 12-10-2023                                                                      | Casablanca                                                                      | Marocco under 23                                                                | 0 – 1                                                                           | Iraq under 23                                                                   | Amichevole                                                                      | -                                                                               | 84’                                                                             |
| 26-3-2024                                                                       | Antalya                                                                         | Galles under 23                                                                 | 0 – 2                                                                           | Marocco under 23                                                                | Amichevole                                                                      | 2                                                                               | -                                                                               |
| Totale                                                                          |                                                                                 | Presenze                                                                        | 6                                                                               |                                                                                 | Reti                                                                            | 2                                                                               |                                                                                 |

## Palmarès

### Club
- Campionato marocchino: 1

2022-2023
- Coppa del Marocco: 1

2020-2021

### Nazionale
- Coppa delle nazioni africane Under-23: 1

Marocco 2023